# Brdo, Šentjur
Brdo je naselje v Občini Šentjur.